# Strafkompanie

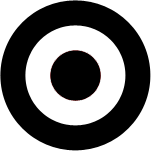
Insigne de camp de concentration de prisonnier dans une Strafkompanie

Strafkompanie (Unité punitive) est un mot allemand désignant la division du travail pénal dans les camps de concentration nazis.
SK est l'abréviation utilisée dans les camps de concentration dans les Strafkompanien. Ces divisions pénales sont une punition supplémentaire qui peut être imposée aux détenus déjà épuisés dans les camps. Les prisonniers de la Strafkompanie sont astreints à un travail acharné, par exemple dans les carrières, où la plupart des prisonniers meurent.
La Strafkompanie se compose de toutes sortes de prisonniers : criminels, Juifs, soldats russes, prisonniers politiques, prêtres, Témoins de Jéhovah, homosexuels, Tsiganes Roms. Les critères de sélection à la division pénale sont arbitraires.